# Dolar australijski
Dolar australijski (oficjalna nazwa Australian dollar, międzynarodowy skrót AUD) – oficjalna waluta Australii, Kiribati, Nauru i Tuvalu. Jeden dolar australijski dzieli się na sto centów australijskich.

## Historia
Dolar australijski 14 lutego 1966 roku zastąpił funta australijskiego. Wśród proponowanych nazw nowej waluty oprócz dolara znajdowały się między innymi emu, royal i kanga. Dawny jeden funt australijski można było wymienić na dwa nowe dolary australijskie. W 1966 roku wprowadzono do obiegu monety o nominale 1, 2, 5, 10, 20 i 50 centów australijskich. W tym samym roku wprowadzono również banknoty o wartości 1, 2, 10 i 20 dolarów australijskich. W 1967 roku dodano banknot o wartości 5 dolarów australijskich, w 1973 roku banknot o wartości 50 dolarów australijskich, a w 1984 roku banknot o nominale 100 dolarów australijskich. W 1984 roku banknoty jednodolarowe zastąpiono monetami jednodolarowymi, zaś w 1988 roku monety dwudolarowe zastąpiły banknoty dwudolarowe. W 1988 roku wydano pierwszy australijski banknot polimerowy (był on banknotem kolekcjonerskim). Od 1996 roku wszystkie australijskie banknoty są wykonane z polimeru, jako dodatkowe zabezpieczenie przed fałszerstwami na każdym banknocie znajduje się przezroczyste okienko, w które wklejony jest obrazek holograficzny. W 2016 roku dolar australijski był piątą najczęściej wymienianą walutą na świecie. Na awersie każdej będącej aktualnie w obiegu monety dolara australijskiego znajduje się wizerunek królowej Elżbiety II. Na awersie banknotu 5 dolarów znajduje się wizerunek królowej Elżbiety II, zaś na jego rewersie jest budynek australijskiego parlamentu. Na awersie 10 dolarów jest Andrew Barton Paterson, zaś na rewersie banknotu jest Mary Glimore. Na awersie dwudziestodolarówki jest Mary Reibey (australijska biznesmenka), zaś na jej rewersie jest John Flynn (założyciel Royal Flying Doctor Service of Australia). Na awersie pięćdziesięciodolarówki jest David Unaipon (kaznodzieja, wynalazca i pisarz), zaś na jej rewersie jest Edith Cowan. Na awersie banknotu o nominale 100 dolarów znajduje się Nellie Melba, zaś na jego rewersie John Monash.